# Jacobus Golius

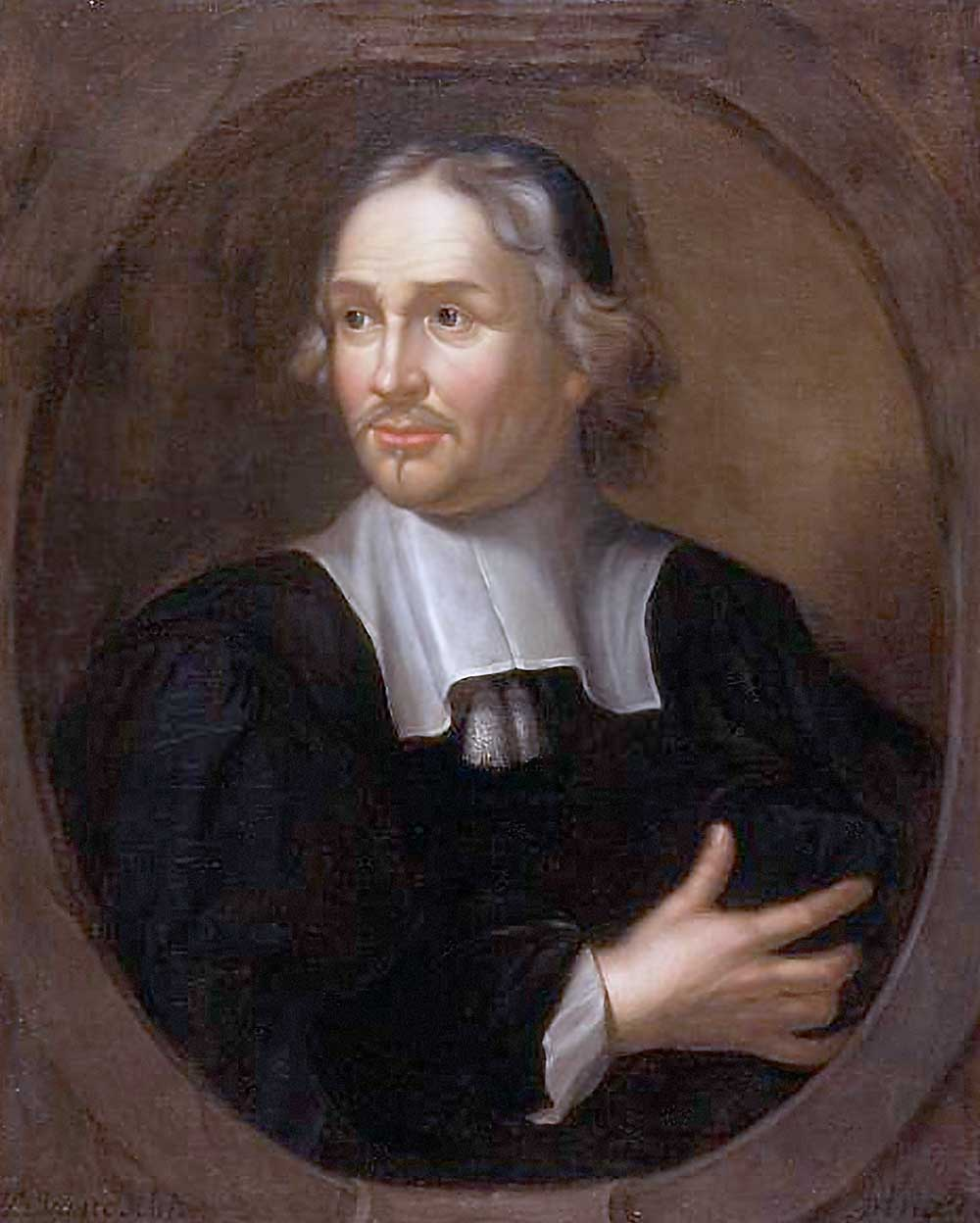
Jacobus Golius

Jacob Golius, of Gool (Den Haag, 1596 – Leiden, 28 september 1667) was een Nederlandse wiskundige en oriëntalist.

## Leven
Hij studeerde aan de universiteit van Leiden, waar hij de beste student was van Thomas Erpenius in Arabisch en andere oosterse talen. In 1622 ging hij naar de Nederlandse ambassade in Marokko. Bij zijn terugkomst werd hij benoemd tot opvolger van Erpenius. Het jaar daarop reisde hij door Syrië en de Arabische wereld tot 1629. De rest van zijn leven verbleef hij in Leiden waar hij zowel de leerstoel wiskunde als Arabisch bekleedde. Onder anderen studeerde Descartes wiskunde bij hem. Hij gaf Nicolaes Witsen, een oud-student, een lijst met vragen, toen die naar Rusland vertrok in 1664.
Jacob Gool is op 15 april 1631 te Leiden in ondertrouw gegaan met Reynsburch van der Goes geboren te Dordrecht en zij hebben tijdens hun huwelijk diverse kinderen samen gekregen.

## Werk
Zijn belangrijkste werk is het Lexicon Arabico-Latinum, (Leiden, 1653), dat, gebaseerd op de Sihah van Al-Jauhari, pas opgevolgd werd door het werk van Freytag. Onder zijn eerdere werk zaten edities van verschillende Arabische teksten (Proverbia quaedam Alis, imperatoris Muslemici, et Carmen Tograipoetae doctissimi, necnon dissertatio quaedam Aben Synae, 1629; and Ahmedis Arabsiadae vitae et rerum gestarum Timuri, gui vulgo Tamer, lanes dicitur, historia, 1636). In 1656 publiceerde hij een nieuwe editie, met aanzienlijke aanvullingen, van het Grammatica Arabica van Erpenius.
Na zijn dood werd tussen zijn papieren een Dictionarium Persico-Latinum gevonden, dat, met aanvullingen, werd gepubliceerd door Edmund Castell in zijn Lexicon heptaglotton (1669). Golius bewerkte, vertaalde en annoteerde ook de astronomische verhandeling van al-Farghānī (Muhammedis, filii Ketiri Ferganensis, qui vulgo Alfraganus dicitur, elementa astronomica Arabice et Latine, 1669).